# Meiogyne
Meiogyne is een geslacht uit de familie Annonaceae. De soorten uit het geslacht komen voor in Zuid-India en van in zuidelijk Centraal-China tot in Indochina en het westelijke deel van het Pacifisch gebied.

## Soorten
- Meiogyne amicorum (A.C.Sm.) B.Xue & R.M.K.Saunders
- Meiogyne amygdalina (A.Gray) B.Xue & R.M.K.Saunders
- Meiogyne anomalocarpa D.M.Johnson & Chalermglin
- Meiogyne baillonii (Guillaumin) Heusden
- Meiogyne beccarii I.M.Turner
- Meiogyne bidwillii (Benth.) D.C.Thomas, Chaowasku & R.M.K.Saunders
- Meiogyne caudata (C.E.C.Fisch.) I.M.Turner
- Meiogyne chiangraiensis Chalermglin & M.F.Liu
- Meiogyne cylindrocarpa (Burck) Heusden
- Meiogyne dumetosa (Vieill. ex Guillaumin) Heusden
- Meiogyne gardneri D.M.Johnson
- Meiogyne glabra Heusden
- Meiogyne habrotricha (A.C.Sm.) B.Xue & R.M.K.Saunders
- Meiogyne heteropetala (F.Muell.) D.C.Thomas, Chaowasku & R.M.K.Saunders
- Meiogyne hirsuta (Jessup) Jessup
- Meiogyne insularis (A.C.Sm.) D.C.Thomas, B.Xue & R.M.K.Saunders
- Meiogyne kanthanensis Ummul-Nazrah & J.P.C.Tan
- Meiogyne laddiana (A.C.Sm.) B.Xue & R.M.K.Saunders
- Meiogyne lecardii (Guillaumin) Heusden
- Meiogyne leptoneura (Diels) I.M.Turner & Utteridge
- Meiogyne maxiflora D.M.Johnson & Chalermglin
- Meiogyne microflora (H.Okada) B.Xue, M.F.Liu & R.M.K.Saunders
- Meiogyne mindorensis (Merr.) Heusden
- Meiogyne monosperma (Hook.f. & Thomson) Heusden
- Meiogyne oligocarpa B.Xue & Y.H.Tan
- Meiogyne pannosa (Dalzell) J.Sinclair
- Meiogyne papuana I.M.Turner & Utteridge
- Meiogyne punctulata (Baill.) I.M.Turner & Utteridge
- Meiogyne ramarowii (Dunn) Gandhi
- Meiogyne stenopetala (F.Muell.) Heusden
- Meiogyne trichocarpa (Jessup) D.C.Thomas & R.M.K.Saunders
- Meiogyne verrucosa Jessup
- Meiogyne virgata (Blume) Miq.